# Park Narodowy Mount Revelstoke
Park Narodowy Mount Revelstoke (ang. Mount Revelstoke National Park, fr. Parc national Mont-Revelstoke) – park narodowy położony w południowo-wschodniej części prowincji Kolumbia Brytyjska w Kanadzie. Park został utworzony w 1914 na powierzchni 260 km².
Rocznie odwiedzany jest przez ok. 500 000 zwiedzających.

## Turystyka
W połowie sierpnia łąki w piętrze alpejskim pokrywają się kolorowymi kwiatami. Piękno górskich łąk zainspirowało grupę mieszkańców Revelstoke do lobbowania na rzecz utworzenia parku narodowego w 1914.
W tym samym czasie nastąpił wzrost popularności narciarstwa. Skoki narciarskie w Revelstoke przeszły do historii jako jedne z pierwszych w Kanadzie.